# Les Taupes-niveaux
Les Taupes-niveaux est un téléfilm français réalisé par Jean-Luc Trotignon, diffusé la première fois en 1992.

## Synopsis
un meneur de délinquant est assassiné et alors que ses potes engagent un mercenaire pour dératiser la cité.

## Fiche technique
- Titre français : Les Taupes-niveaux
- Réalisation : Jean-Luc Trotignon
- Scénario : Jean-Luc Trotignon
- Photographie : Jacques Audrain
- Musique : Alain Bernard
- Pays d'origine : France
- Comédie de mœurs
- Date de première diffusion : 1992

## Distribution
- Zabou Breitman : Claire
- Martin Lamotte : Charognat
- Chick Ortega : Popeye
- Michel Galabru : Boulard
- Jean-Noël Brouté : Julien
- Denise Péron : La vieille femme
- Michel Crémadès : Policier
- Dieudonné : Le propriétaire de la '4L'
- Thierry Heckendorn : Policier
- Hélène Hily : La Bretonne
- Salvatore Ingoglia : Policier
- Jean-Hugues Lime : Le voisin
- Claire Magnin : La voisine
- Aude Thirion : Policière